# Космологічний масштабний фактор
Космологічний масштабний фактор — параметр рівняння Фрідмана, що є показником зміни віддалі між галактиками внаслідок розширення (або стиснення) Всесвіту. Космологічний масштабний фактор позначається зазвичай літерою {\displaystyle a}, залежить від часу, а його логарифмічна похідна по часу дорівнює сталій Габбла: 
{\displaystyle H={\frac {{\dot {a}}(t)}{a(t)}}}.
Зазвичай космологічний мастштабний фактор вибирають безрозмірним, його теперішнє значення {\displaystyle a(t_{0})=1}, де {\displaystyle t_{0}} вік Всесвіту, починаючи від Великого вибуху. Його можна також вибрати розмірним з розмірністю довжини. 
Масштабний фактор входить у метрику Фрідмана-Леметра-Робертсона-Вокера
{\displaystyle ds^{2}=c^{2}dt^{2}-{\frac {dr^{2}}{1-kr^{2}/a^{2}}}-r^{2}(d\theta ^{2}+\sin ^{2}\theta d\varphi ^{2})}.
Цю метрику можна отримати з таких міркувань (для k=1): нехай однорідно заповнений речовиною простір є сферою у чотиривимірному гіперпросторі з координатами {\displaystyle x_{1},x_{2},x_{3},x_{4},}. Рівнняня гіперсфери: 
{\displaystyle x_{1}^{2}+x_{2}^{2}+x_{3}^{2}+x_{4}^{2}=a^{2}}.
Виключаючи за допомогою цього рівняння {\displaystyle x_{4}}, вираз  для елемента довжини  в сферичній системі координат набуде виду: 
{\displaystyle dl^{2}={\frac {dr^{2}}{1-r^{2}/a^{2}}}+r^{2}(d\theta ^{2}+\sin ^{2}\theta d\varphi ^{2})},
що й дає наведену вище метрику. Відповідно до цих рівнянь фактор {\displaystyle a} можна інтерпретувати як кривину тривимірного простору.